# 掌控可忽略衰老
掌控可忽略衰老（Engineered negligible senescence 或 Strategies for Engineered Negligible Senescence，SENS）是一種醫学术语，最早由老人学家奥布里·德格雷提出，该理念期望透過醫療工程預防並把衰老或受損的細胞修復。該理念提出了七種導致老化的原因，並定下目標解決。這些療法的終極目標是維持一個人可忽略衰老的狀態，並延後老化相關疾病的發生。
盡管部分老化生物學家支持掌控可忽略衰老的相關計畫，許多相關學者認為就現有的科技而言，德格雷的目標太過理論、冒險，並聲稱這些計畫「更多是幻想而非科學」，而掌控可忽略衰老也被主流學界視為是邊緣科學，也就是這項理論至今依舊是具有高度臆測性且大概率是錯誤的觀點，而非相對正統的科學猜想。另外達成長生不老或生命延續或許是不可能的，即使有可能，要達到此種狀態可能也相當困難。科羅拉多大學波德分校研究員Jesse Kurland的博士論文指出，老化是個影響基因網路的複雜程序，因此改變單一或數個基因不能停止老化。

## 架構

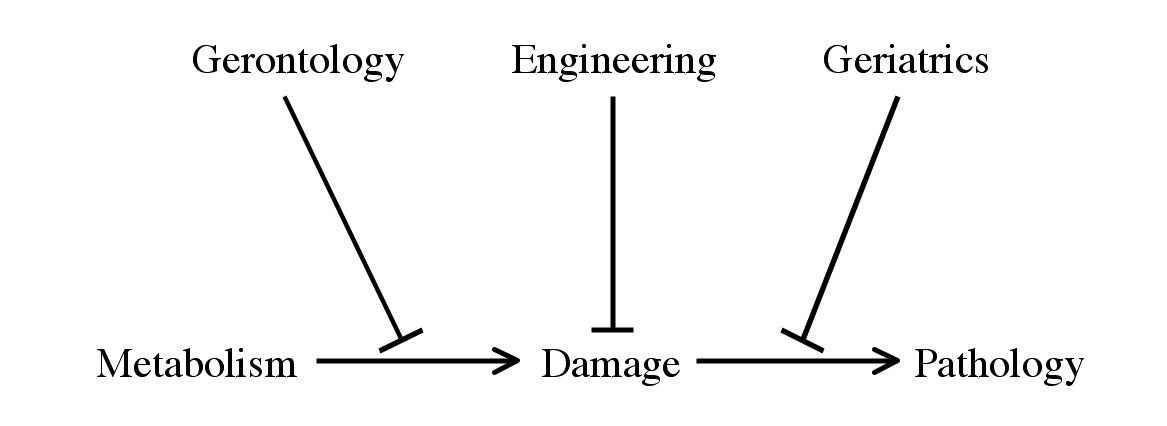
治療老化的策略示意圖，在其中平頭箭頭的意思是「抑制」，而這種表示法在基因表現與調控相關的文獻中常用。

「可忽略衰老」一詞最早出現於1990年代迦勒·芬奇對水螅與龍蝦等不會出現衰老跡象的生物的描述中；而「掌控可忽略衰老」最早則出現於老人学家奥布里·德格雷於1999年出版的《老化的粒線體自由基假說》（The Mitochondrial Free Radical Theory of Aging）一書中。德格雷將掌控可忽略衰老給定性為對老化科學「目標導向而非好奇心導向的嘗試，並將之定性為「將再生醫學擴展到老化領域中的努力」。
掌控可忽略衰老的終極目標，是透過不斷地減少生物體中的老化狀態以在最終消滅老化相關疾病。掌控可忽略衰老的計畫包括了藉由週期性投入以阻止一切導致老化病變與退化的相關分子與細胞的出現，或使之失活，或修復相關病變，以避免老化相關的衰弱及死亡等。

### 策略
根據掌控可忽略衰老的論點，下表顯示了老化的主要原因及相關計畫提出的對治策略：
| 問題               | 對治策略                                  |
| ------------------ | ----------------------------------------- |
| 細胞外物質累積     | 以免疫治療清理                            |
| 老化細胞的累積     | 針對老化標記的毒物、免疫治療              |
| 細胞外基質硬化     | AGE破壞分子、組織工程                     |
| 細胞內物質累積     | 新型黏多醣水解酶 （lysosomal hydrolases） |
| 粒線體突變         | 對十三種蛋白質的同素異位基因表現          |
| 癌化細胞           | 移除延長端粒的機制                        |
| 細胞喪失、組織萎縮 | 幹細胞與組織工程                          |

## 學界看法
盡管掌控可忽略衰老所涉及的一些分之，像是幹細胞研究、對治阿茲海默症的研究與癌症基因組學等受到醫學界的支持，但掌控可忽略衰老整體是一個具高度爭議的概念，許多批評者認為掌控可忽略衰老的企圖異想天開，且老化所牽涉到的複雜生物現象包含了太多未知數，以致掌控可忽略衰老在可預見的未來不會有完整的應用。
盡管作為老化相關疾病，癌症可能值得特別的關注，但掌控可忽略衰老的理論「DNA分子損傷只因癌症之故而與老化相關」的說法，受到研究挑戰，也受到老化的DNA損傷理論所挑戰；更近期地，老化生物學家馬里奧斯·基里亞茲批判了掌控可忽略衰老在醫學上的可用性，他聲稱即使這類的療法能在實驗室中開發出來，在實務上也無法為一般公眾所應用，德格雷對這類批判的其中之一做出回應。

### 2005年《EMBO報告》的聲明
在2005年11月，28名老化生物學家在《EMBO報告》發了一篇聲明《科學事實與掌控可忽略衰老的企圖：我們可以合理地從老化研究中期望甚麼？》（Science fact and the SENS agenda: what can we reasonably expect from ageing research?），這篇文章聲稱，「就我們現階段的無知度來看，構成掌控可忽略衰老的企圖的每一條都特別地樂觀，」且其中的一些宣稱「即使能變得有用，也將會耗費數十年的苦工（以在醫學上變得可行）。」這些研究者聲稱「盡管有合理的理由相信我們將在學會如何延後人類的疾病方面，有重大的進展，」但推進基本研究，而非掌控可忽略衰老的目標導向作法，在現階段是科學上合宜的目標。

## 《麻省理工科技評論》的挑戰
在2005年2月，《麻省理工科技評論》出版了一篇由耶魯大學手術醫學教授、《我們如何死亡》（How We Die）一書的作者舍溫·B·努蘭所撰寫的文章，這篇文章對當時是劍橋大學基因科學系夫來貝斯機構（Flybase Facility of the Department of Genetics）的奥布里·德格雷的掌控可忽略衰老報抱持著懷疑的態度。
在這篇文章中，努蘭一方面讚許德格雷的聰明才智和修辭，另一方面則批判說掌控可忽略衰老的架構過於簡化「極為複雜的生物問題」且對這些尚未解決的問題承諾相對唾手可得的解決方案。
在2005年6月，瑪土撒拉基金會的首席執行長與共同創辦人大衛·戈貝爾（David Gobel）為《麻省理工科技評論》提供了兩萬美元，而這兩萬美元被用做一個競賽的獎金，而這競賽的目的是幫助人們理解掌控可忽略衰老策略的可行性。在2005年7月，傑森·波廷（Jason Pontin）設立了一個由瑪土撒拉基金會和《麻省理工科技評論》各資助一半、獎金總額兩萬美元的挑戰，這挑戰對所有曾經在生物老化方面出過論文的分子生物學家開放，而獎金會頒給能證明說掌控可忽略衰老「錯到不值得學界認真討論」的挑戰者。《麻省理工科技評論》收到了五篇挑戰，在2006年3月，《麻省理工科技評論》宣布說他們選擇了下列人選作為這項挑戰的裁判：羅德尼·布魯克斯、安妮塔·戈爾、內森·麥沃爾德、維克拉姆·謝爾·庫馬爾與克萊格·凡特。而在這五篇挑戰者發出的文章中，有三篇達到競賽要求，這些文章由《麻省理工科技評論》於2006年6月9日發布；而在2006年7月11日，《麻省理工科技評論》公告了競賽結果。
競賽的結果是，無人贏得那兩萬美元的獎金，而這是因為裁判認為沒有挑戰者的文章足以否定掌控可忽略衰老，或對之構成挑戰之故；然而，所有的裁判一致認為，普雷斯頓·伊斯特普與其同僚撰寫的文章最具說服力，克萊格·凡特將其論點簡述如次：「伊斯特普等人……並未顯示出掌控可忽略衰老不值得學界認真討論，但他們的文章顯示出掌控可忽略衰老並沒有那麼地令人信服。」
總結了裁判們的審議後，波廷在2006年寫道說掌控可忽略衰老是「高度猜想性的」，並指出許多其提案不能以當今的科技實現或驗證；麥沃爾德則認為掌控可忽略衰老屬於「科學的前堂」，也就是說這項理論需等到科技與科學知識進步到有足夠的知識的時候方可驗證。伊斯特普與其同僚對競賽結果發出挑戰，他們說裁判「做出超乎自己專業的判斷」並忽略了德格雷對科學文獻經常出現的誤解。

## SENS研究基金會
SENS研究基金會是一個由麥可·科普（Michael Kope）、奥布里·德格雷、傑夫·霍爾（Jeff Hall）、莎拉·馬爾（Sarah Marr）和凱文·佩羅（Kevin Perrott）等人在美國加州設立的非營利機構，其活動包括了對掌控可忽略衰老的研究及提升人們對相關研究的興趣與接受度的公關工作等等。

## 外部連結
- Strategies for Engineered Negligible Senescence (SENS) Foundation 官方網頁 （页面存档备份，存于）